# Vallaris
Vallaris là chi thực vật có hoa trong họ Apocynaceae.
Hiện tại ghi nhận được 3 loài trong chi này:
- Vallaris glabra
- Vallaris indecora
- Vallaris solanacea

## Hình ảnh

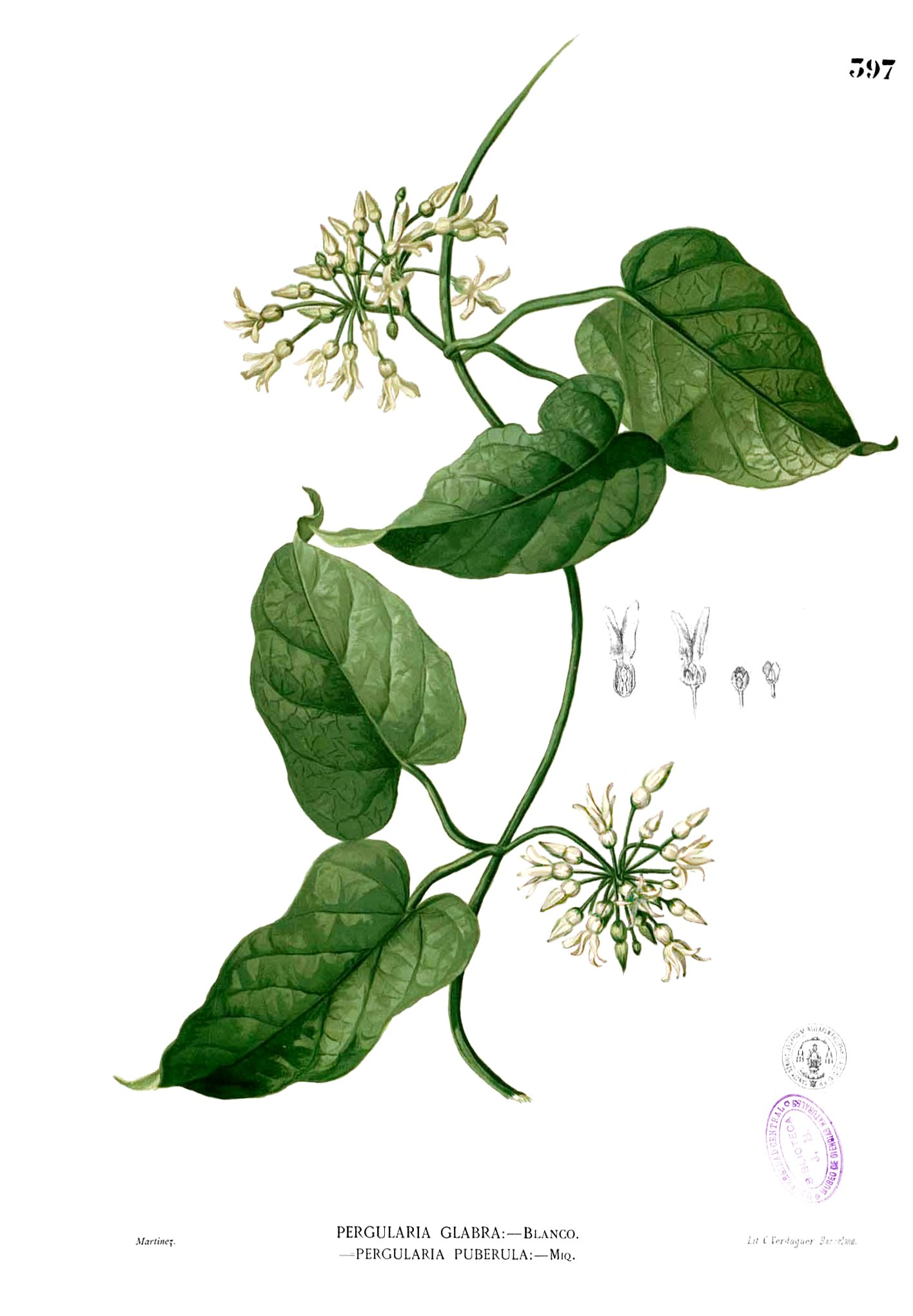